# ده‌شهر
ده شهر، روستایی است از توابع بخش مرزن‌آباد شهرستان چالوس در استان مازندران ایران.

## جمعیت
این روستا در دهستان کوهستان (چالوس) قرار دارد و براساس سرشماری مرکز آمار ایران در سال ۱۳۸۵، جمعیت آن ۶۳ نفر (۱۹خانوار) بوده‌است. مردم ده شهر از قومیت طبری هستند. مردم ده شهر به زبان طبری با گویش چالوسی سخن می‌گویند.